# Salkowe
Salkowe (ukrainisch Салькове; russisch Сальково Salkowo) ist eine Siedlung städtischen Typs im Westen der ukrainischen Oblast Kirowohrad mit etwa 1650 Einwohnern (2019).

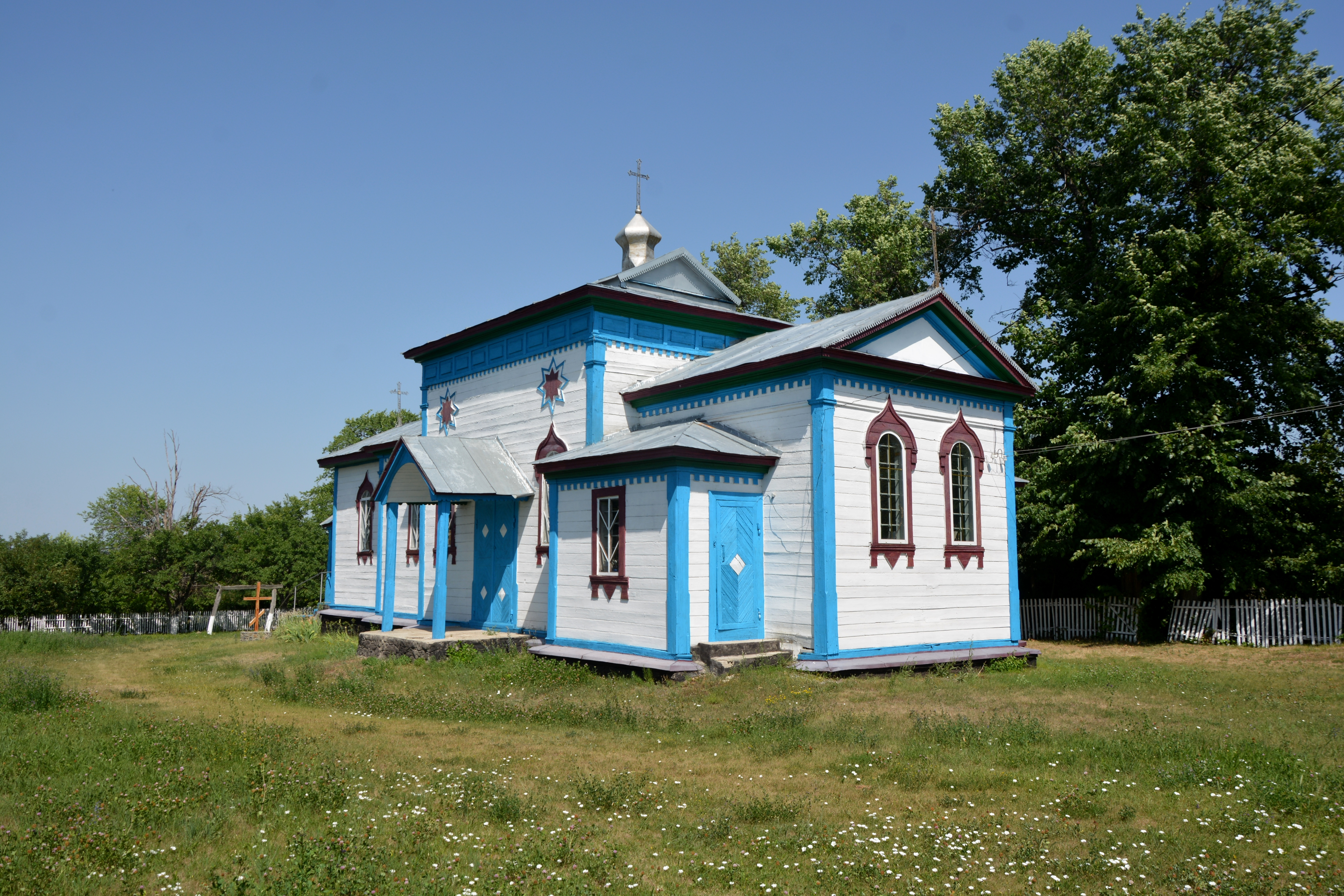
Kirche im Ort

Salkowe besitzt seit 1962 den Status einer Siedlung städtischen Typs und liegt am Ufer des Südlichen Bugs zwischen dem 15 km nordwestlich liegenden ehemaligen Rajonzentrum Hajworon und dem 10 km südlich liegenden Sawallja.
Am 12. Juni 2020 wurde die Siedlung ein Teil der neugegründeten Siedlungsgemeinde Sawallja, bis dahin bildete sie die gleichnamige Siedlungsratsgemeinde Salkowe (Сальківська селищна рада/Salkiwska selyschtschna rada) im Zentrum des Rajons Hajworon.
Am 17. Juli 2020 kam es im Zuge einer großen Rajonsreform zum Anschluss des Rajonsgebietes an den Rajon Holowaniwsk.